# روجيليو ميدينا
روجيليو ميدينا (بالإسبانية: Rogelio Medina)‏ مواليد 16 سبتمبر 1988 في ولاية سونورا، المكسيك، هو ملاكم محترف مكسيكي يصنف ضمن فئة الوزن المتوسط.

## إحصائيات
خاض خلال مسيرته 43 نزالا، فاز في 36 ولم يتعادل وخسر في 7. فاز بالضربة القاضية في 30 نزالا.

## روابط خارجية
- روجيليو ميدينا على موقع بوكس ريك (الإنجليزية) (registration required)